# Lajčo Lendvai
Lajčo Lendvai (Subotica, 1909. – Zagreb, 25. listopada 2006.) je bio hrvatski glumac, kazališni redatelj iz Vojvodine. Osnivač je i ravnatelj HNK u Subotici. Po zanimanju je bio krojač.
Lendvai je 8 godina živio u Zagrebu između prvog i drugog svjetskog rata. Bio je krojač, a u sklopu svog sindikalnog rada se bavio i kazališnom djelatnošću. Od toga razdoblja datira njegova povezanost s hrvatskim kulturnim krugovima.
Netom nakon što je listopada 1944. Subotica oslobođena, osnovan je Pozorišni odsjek grada Subotice, na čije čelo je postavljen Lajčo Lendvai. Bio je prvim ravnateljem subotičkog Hrvatskog narodnog kazališta kojeg se nešto poslije utemeljilo odlukom Predsjedništva Narodne skupštine AP Vojvodine 19. rujna 1945. godine.
Odmah se povezao s HNK-om iz Zagreba i Osijeka. Lendvai je pored domaćeg kazališnog osoblja, angažirao i tehničko osoblje te glumce i redatelje iz Zagreba kao što su Šokčević-Asić, Dubravka Deželić, Ante Kraljević, Dražen Grünwald, Ivona Petri. Lendvaijeva orijentiranost hrvatstvu se potvrdila i prvom predstavom koju je subotički HNK izveo. Bila je to postava "Matije Gupca" Mirka Bogovića, kojoj je redatelj bio zagrebački suradnik Branko Špoljar, a u pripremi su sudjelovali također hrvatski umjetnici, Milan Asić, skladatelj i dirigent, kasniji dugogodišnji suradnik subotičkog HNK te scenograf Berislav Deželić. Premijera je bila 28. listopada 1945.
Lajčo Lendvai je bio jednim od autora koji su pisali za glasilo Hrvatskog kulturnog društva u Subotici, mjesečnik za književnost, kulturu i umjetnost Njivu, u prvom i jedinom broju tog lista od 1. siječnja 1947. godine.